# 重村一
重村 一（しげむら はじめ、1944年（昭和19年）11月30日 - ）は、日本のテレビプロデューサー、実業家。スカイパーフェクト・コミュニケーションズ代表取締役社長、ニッポン放送代表取締役会長等を歴任した。

## 来歴・人物
神奈川県出身。早稲田大学第一政治経済学部卒業。
入学した頃、学内では「早大闘争」と呼ばれる学生運動が吹き荒れていた。その闘争の果て、重村は戒告処分を受けた。どうせ戒告処分を受けるなら、1年休学しようと思い、暇になったので、大宅壮一の主宰する大宅マスコミ塾の1期生として入塾することにした。そこには、能見正比古やばばこういちといった後にマスコミで大成することになる人たちが参加していた。

### フジテレビ入社
1968年、ドラマ制作を志しフジテレビに入社したが、マスコミ塾での経験を買われ、報道局に配属される。当時、平日朝のワイドショーに『小川宏ショー』があった。重村はその名物コーナーとなる「露木レポート」を担当した。アシスタント役のアナウンサーの露木茂が話題の事件や事象を徹底的に独自取材する週2回のコーナーで、露木は重村よりずっと先輩だったが、3年間くらい一緒に日本中を飛び回った。その後、『ドキュメント日本人』などドキュメント制作を手がけているうちに、30歳を過ぎようとしていた。そんな重村の胸に入社当初のドラマをつくりたいという欲求が沸々湧き上がり、上司に制作部門への移動を訴えた。だが、当時、フジテレビの制作部門は切り離されプロダクション化していた。制作に行くことは、子会社に出向するということ。いまや、出向した人たちが本社に帰りたいと言っている中で逆行することになる、と上司は説明した。結局、上司に熱意が伝わり、重村は異動するのだが、既に30代の彼を出向させるわけにはいかないため、ドラマ制作に近いという理由で、テレビ映画を制作していた編成企画部に配属された。そこで京都に"修業"に行き、『新・座頭市』などの時代劇を担当していった。「あの頃が一番幸せでしたね」と重村は述懐する。
その後、一時、報道局に戻るが、1980年の鹿内春雄の改革を機に大編成局のドラマ担当となる。当時の編成部長はその後、ずっと上司・部下としてコンビを組む村上光一（のち社長）だった。大編成局は敷いたフジテレビは、「自由に言い合えるためには雑居場にしなければならない」という鹿内の考えのもと、当時河田町にあった旧社屋3階に制作、スポーツ、報道、営業をすべて集めた。そしてそのフロアの中央に編成を置いた。また編成の年齢構成もあえてバラバラにした。制作にいる人間が先輩を飛び越えて編成に話をするのは、それまでははばかれていた。だが、仲のいい同期同士が話をしているとなれば自然だ。そうして編成と制作が気軽に話せる構造とした。

### 編成部長・編成局長
1987年、42歳で編成部長となり、1994年に編成局長に就任した。編成部を指揮する際に、起きると困難になることが3つあると言われている。それが、大震災と戦争、そして天皇崩御だ。重村は、編成部長から編成局長の期間でそれらをすべて経験した。重村が、編成として行った改編でひとつの指標となったのは「アンチ・フジテレビ」だった。「楽しくなければテレビじゃない」とするフジテレビの精神から、だが、それだけじゃないだろうと、当時のフジテレビらしからぬ番組も編成していった。たとえば、お笑い系のバラエティが占めていたゴールデンタイムに情報番組をやりたいと『なんてったって好奇心』をつくった。さらに、日曜の午後、サラリーマンにドキュメンタリーを見せたいとして企画したのが、現在も続く『ザ・ノンフィクション』だ。そして、ノリと勢いだけではなく、自らに対し批判精神を向ける『週刊フジテレビ批評』も立ち上げた。また当時レギュラー放送が途切れていた時代劇も復活させた。これは京都修業で時代劇をつくっていた重村の念願だった。『女ねずみ小僧』を皮切りに、『鬼平犯科帳』などを編成していき、『鬼平』と『銭形平次』が交互につくられるスタイルはその後、約10年にわたって、フジテレビを下支えすることになった。こうした「アンチ・フジテレビ」精神を象徴するのが、『JOCX-TV2』の"開局"だ。0時半から朝の5時半の深夜枠をそう名付け、1年ごとに若手編成マンに編成権を一任。予算も30分100万円を与え、自由に使わせた。ただし、つくる番組は「フジテレビらしくない」ものを条件とした。
1987年には、重村の主導のもと月曜9時にドラマ枠を"復活"させた。以前この枠は時代劇あるいは『大空港』や『87分署シリーズ・裸の街』といった松竹制作の刑事ドラマを放送していたが、1980年以降、テレビの王様だった萩本欽一の枠になり、『欽ドン!』シリーズが放送されていた。重村は、ドラマもバラエティ同様、若い視聴者層を取り込まねばならないと考え、当時の第一制作に言ってもうまくいかないのは目に見えていたことから、編成主導でのドラマを企画していこうと思い立った。重村は編成の企画班にいた20代の若手の発想でドラマをつくってみることにした。そこで亀山千広（のちフジテレビ、BSフジ社長）と前田和也（のちフジクリエイティブコーポレーション社長）を呼び出した。「今度、新しいドラマ枠をつくる。だから、お前たちで企画を考えてみろ。制作は東宝と共同テレビに発注する」そうして制作されたのが『アナウンサーぷっつん物語』だった。これこそ、のちに「月9」と呼ばれるドラマ枠の誕生である。
1994年、前年から編成局に籍を残していたままであるが広報局長を兼任し、事実上、編成に現場から離れていた重村が、この年に編成局長に就任し、戻ってきた。彼が真っ先に行ったのが、朝帯の強化だった。当時、朝の時間帯は、NHKを上回るほど日本テレビの『ズームイン朝!』が圧倒的強さを誇っていた。重村は部長時代、海外の情報が得られる『FNN World Uplink』という革新的なニュース番組を大金を投じ、つくったが、まったく歯が立たなかった。このままでは行けない。フジテレビにはそんな危機感があった。重村は、報道局時代の先輩で当時、情報制作部長だった北林由孝（のちBSフジ社長）に相談した。若者向けに寄せた斬新な番組をつくろうか。あるいは、『World Uplink』のような番組をもう一度挑戦しようか、そんな様々な案を考えていたが、北林はキッパリと言った。「いや、もう正攻法でドーンと『ズームイン』にぶつけようよ」腹は決まった。チーフプロデューサーには北林の部下の鈴木克明（のちテレビ西日本社長）が就き、司会はNHKに在職していた大塚範一に決まった。こうして、1994年4月から「日本の朝はこれでいいのか」とキャンペーンを打った情報番組『めざましテレビ』が始まった。

### スカイパーフェクト・コミュニケーションズ社長
1996年には編成局長の仕事はほとんどせず、21世紀の放送がどうなるか、その中期計画を構想する責任者となった。1997年には取締役に選任され、ジェイ・スカイ・ビー（JスカイB）に出向し、代表取締役副社長に就任した。JスカイBはその後、すぐにパーフェクTVと統合、またディレクTVも吸収し、スカイパーフェクトTV!（スカパー）として再編成された。CS放送が1社にまとめられたのは、ペイテレビの市場が日本では広がりを持たないことを意味した。スカパーの経営も寄り合い所帯の常で一貫性を欠いた。創業筋の孫正義もルパート・マードックも数年後には資本を引き上げ経営から去った。社長はソニーか伊藤忠商事出身者から出し、フジテレビからは社長は出さないというのが当初からの日枝久の原則だったため、重村は長く副社長として放送実務を担った。しかし、巨額累積赤字を抱え厳しい経営状況に対応するために原則は崩れ、重村は2003年社長に就任した。

### ニッポン放送会長
2006年6月にはニッポン放送代表取締役会長に就任し、翌年には日本映画テレビプロデューサー協会特命副会長となり、「国際ドラマフェスティバル in TOKYO」の実行委員長を務めた（2008年以降は副委員長・エクゼクティブプロデューサー）。
その後、ニッポン放送取締役相談役に退き、2021年6月から監査役。ほかに東映アニメーション社外取締役、日活クリエイティブアドバイザーも務める。